# Sint-Kruis-Winkel
Sint-Kruis-Winkel (fr. Winkel-Sainte-Croix) – dzielnica (deelgemeente) miasta Gandawa w Belgii, w Regionie Flamandzkim, w prowincji Flandria Wschodnia, w okręgu Gandawa. 1 stycznia 2020 roku liczyła 1220 mieszkańców. Do 31 grudnia 1964 samodzielna gmina.

## Demografia
Liczba mieszkańców, stan na 1 stycznia:
| Rok                | 1930 | 1947 | 1961 | 2020 |
| ------------------ | ---- | ---- | ---- | ---- |
| Liczba mieszkańców | 1893 | 1918 | 1906 | 1220 |